# Gletscherhorn (Lauterbrunnen)
Das Gletscherhorn ⓘ ist mit 3982 m ü. M. der zehnthöchste Berg der Berner Alpen. Über seinen Gipfel verläuft die Grenze zwischen den Schweizer Kantonen Bern und Wallis.

## Lage
Das Gletscherhorn liegt südlich der weitaus bekannteren Jungfrau, nach Südwesten ist es über das Gletscherjoch mit der Äbeni Flue verbunden. Nach Norden fällt es mit einer mächtigen kombinierten 1200 Meter hohen Wand, später über steile Flanken rund 2800 Meter in das Lauterbrunnental ab.
Der eigentliche Gipfelaufbau besteht aus Fels. In der Südflanke liegen der Gletscherhornfirn und Kranzbergfirn, welche durch den felsigen Südostgrat voneinander getrennt sind. Unterhalb des Südostgrates vereinigen sich die Gletscher und münden gemeinsam in den Grossen Aletschfirn. Weiter südlich thront über dem Grossen Aletschfirn das Aletschhorn mit seiner mächtigen Nordwand.

## Routen
Das Gletscherhorn wird nur selten bestiegen. Zum einen ist es von zahlreichen bekannteren Gipfeln, teils über der magischen Grenze von 4000 Metern, umgeben, zum anderen sind alle Gipfelanstiege recht anspruchsvolle Touren.
Als Normalwege gelten der Südostgrat und der Westgrat. Beide Routen sind etwa gleich lang und bieten dieselben Schwierigkeiten, schwierig nach der SAC-Berg- und Hochtourenskala.  Mögliche Stützpunkte sind dabei die Lötschenhütte Hollandia auf 3240 m ü. M. oder die Konkordiahütte auf 2850 m ü. M.
Die Gletscherhorn-Nordwand ist eine äusserst anspruchsvolle kombinierte Tour.